# Paradjanov : Le Dernier Printemps
Pour plus de détails, voir Fiche technique et Distribution.
Paradjanov : Le Dernier Printemps (en russe : Параджанов последняя весна - en arménien : Փարաջանով: Վերջին Գարուն) est un documentaire primé, réalisé en 1992 par le cinéaste russo-arménien Mikhail Vartanov, qui comprend également toutes les séquences subsistantes de La Confession, dernier film, inachevé, de Sergei Paradjanov. D'autres séquences montrent le cinéaste au travail sur le tournage de son film Sayat Nova.
Le documentaire a été présenté en 1993 à la septième édition de réception des prix de l'Académie russe de cinéma (1993).

## Distribution
- Sergueï Paradjanov : lui-même - Maestro
- Sofiko Chiaureli : la mère dans The Confession, 1990 (Khostovanank)
- Mikhail Vartanov : lui-même
- Yuri Mgoyan : une relation dans The Confession
- Alexandre Kaïdanovski : lui-même, acteur de Tarkovski
- Leila Alibegashvilli : elle-même, actrice de Parajanov
- Suren Shakhbazyan : lui-même, directeur de la photographie de Sayat Nova
- Suren Paradjanov : lui-même
- Svetlana Paradjanov : elle-même
- Irakli Kvirikadze : lui-même
- Gaiane Khachaturian : elle-même, peintre (comme Gayane Khachatryan)
- Revaz Tchkheidze : lui-même, scénariste
- Sylva Kapoutikian : elle-même, poète
- Aleksandr Atanesyan : lui-même
- Bella Akhmadoulina : elle-même, poète
- Boris Messerer : lui-même, artiste du Bolshoï
- Edgar Baghdasaryan : lui-même
- Svetlana Manucharian : elle-même